# Jan Kameníček
Jan Kameníček (* 15. března 1955 Praha) je český spisovatel, dramatik, překladatel a malíř. Vystudoval Střední průmyslovou školu stavební, poté studoval na Pražské konzervatoři obor violoncello. Po ukončení studia pracoval rok v Československém rozhlase. Od roku 1980 je ve svobodném povolání.
Literární historik František Kautman jej označil za pokračovatele Franze Kafky, respektive za spisovatele kafkovského typu.

## Život
Jan Kameníček se narodil do rodiny s výrazným technickým a uměleckým zaměřením. Zatímco jeho osobnost tíhla k múzickému odkazu příbuzných ze strany jeho matky, rodiči byl nucen ke studiu technických oborů, blízkých aktivitám příbuzných ze strany jeho otce. Hru na violoncello vystudoval až po absolvování střední průmyslové školy. Po krátkém profesionálním hraní se začal věnovat výhradně psané tvorbě. Zpočátku se věnoval životopisným povídkám z hudebního prostředí. Pozdější texty mají výrazně kafkovský charakter. Vedle své spisovatelské činnosti také maluje abstraktní obrazy, ilustroval i některé své knihy.

## Tvorba
Psal životopisné povídky a rozhlasové hry, mj. Třináct krásných let (1978), Zrání (1979), Interview (1980), Variace na Paganiniho téma (1982), Kontrapunkty (1983), Z mého života (1984), Hodiny u Bachů (1985), Podzim v Novém světě (1986) aj. Pro televizi napsal spolu se svým dlouholetým spoluautorem Svatoslavem Gosmanem televizní hudební scénáře, mj. Obrazy z dějin české hudby nebo balet Alenka v říši divů. Začal publikovat časopisecky, první rukopisy vycházely samizdatově.
V oficiální knižní tvorbě debutoval Jan Kameníček roku 1988 knihou Rekviem za kantora Bacha. Ve svých prvních knihách Kameníček přirozeně pokračoval v rozvíjení námětů, které předtím připravoval pro rozhlas a televizi. Brzy se však začal stále více věnovat otázkám lidské existence nebo přímo existencialismu. Už v roce 1990 a pak opakovaně i později český literární historik František Kautman označil Jana Kameníčka za v jistém smyslu následovníka Franze Kafky, respektive za spisovatele kafkovského typu.
Kameníčkova bilanční kniha Zdánlivé zbytečnosti (2013), která vznikla formou rozhovoru s redaktorem Jiřím Lojínem, je oproti jeho předešlé tvorbě věnována mladým tvůrcům a všem zájemcům o tvůrčí psaní. Autoři v ní „rozebírají techniky psaní a vlastní potřebu psaní, stavbu dialogu i monologu“. Kameníček v ní zároveň vzpomíná na kulturní prostředí sedmdesátých a osmdesátých let socialistického Československa a některé jeho osobnosti.
Navazující kniha Zdánlivé maličkosti (2015), v níž se v rozhovoru s Ivo Fenclem vrací do dětství a mládí, může sloužit i jako neformální příručka potenciálního spisovatele, je ale také komentovanou antologií autorových povídek, doplněnou o rozbory, analýzy a ukázky klasických děl vybraných českých autorů, jako jsou Karel Čapek, Franz Kafka, Jaroslav Foglar či Ladislav Fuks.
Svazek Zdánlivé pochybnosti (2020) plánovaně uzavírá celou trilogii o psaní.
Trilogii tvoří také knihy příběhů Daidalova zoufalství (2003), Ikarovy monology (2012) a Mínotaurův ostrov (2014); součástí první knihy je i povídka Hrobník, která byla dramatizována jako monodrama a přeložena do tří evropských jazyků. Devět svých knih vydaných mezi roky 1988–2014, ovšem s více či méně pozměněnými texty, autor sumarizuje v bilanční knize Procity (2019).
Z dosavadní autorovy tvorby se vymyká román Julietta (2021), který je podobenstvím, zachycujícím dusivou atmosféru pandemického uzavření v těsných místech z pohledu osamělého stárnoucího muže.

## Ocenění
Spisovatel Jan Kameníček je dvojnásobným držitelem stříbrného ocenění v soutěži Literární Varnsdorf v kategorii próza, které získal v letech 1998 a 2000.

## Přeloženo do cizích jazyků
- Nie będziesz mógł oglądać mojego oblicza. Přeložila Renata Rusin Dybalska. Brno: Tribun EU, 2009. ISBN 978-80-7399-829-5. – kniha obsahuje prózu Dům a monodrama Hrobník
- Du kannst mein Angesicht nicht schauen. Přeložila Eva Berglová. Brno: Tribun EU, 2009. ISBN 978-80-7399-851-6. – kniha obsahuje prózu Dům a monodrama Hrobník
- In the House (elektronická kniha). Přeložil Viktor Horák a Pearl Harris. Brno: Tribun EU, 2014. ISBN 978-80-739-9242-2. – česky Dům

## Scénáře pro rozhlas (výběr)
Společně se Svatoslavem Gosmanem:
- Třináct krásných let. O dětství Sergeje Prokofjeva. Odvysílal Československý rozhlas, 1979.
- Kontrapunkty. Rozhlasová hra o mládí Bohuslava Martinů. Odvysílal Československý rozhlas, 1980.
- Portrét mladého umělce. Literární fantazie na motivy mládí maďarského skladatele Bély Bartóka. Odvysílal Československý rozhlas, 1981.
- Zrání. Literární meditace na motivy mládí hudebního skladatele Josefa Suka. Odvysílal Československý rozhlas, 1981.
- Interview. Rozhlasová hra na motivy mládí hudebního skladatele Igora Stravinského. Odvysílal Československý rozhlas, 1982.
- Na pěti linkách. Kapitola ze života skladatele V. J. Tomáška. Odvysílal Československý rozhlas, 1982.
- Variace na Paganiniho téma. Odvysílal Československý rozhlas, 1982.
- První tóny. O dětství a uměleckých zážitcích slavného houslisty Váši Příhody. Odvysílal Československý rozhlas, 1983.
- První tóny. O uměleckých začátcích sovětského klavíristy Svjatoslava Richtera. Odvysílal Československý rozhlas, 1983.
- První tóny. Věnováno památce houslisty D. Oistracha. Odvysílal Československý rozhlas, 1983.
- Rapsodie na téma Paganiniho. Ze života skladatele Sergeje Rachmaninova. Odvysílal Československý rozhlas, 1983.
- Fanfáry z Libuše. Kapitoly ze života Bedřicha Smetany. Odvysílal Československý rozhlas, 1984.
- Podzim v Novém světě. Episoda ze života skladatele Antonína Dvořáka. Odvysílal Československý rozhlas, 1982, 1985.
- Hodiny u Bachů. Odvysílal Československý rozhlas, 1986.
- Životy Ference Liszta, díl Mladík. Odvysílal Československý rozhlas, Vltava, 7. prosince 1986.
- Rozhovor doktora Rady se skladatelem Václavem Janem Tomáškem. Odvysílal Československý rozhlas, 1987. – Rozhlasová hra je inspirována vlastním životopisem hudebního skladatele V. J. Tomáška.[8]

## Divadelní tituly
- Hrobník (monodrama) – 2017
- Kocourku milej, já pro tě pláču (monodrama) – 2014
- Muži v offsidu – komedie, divadelní adaptace knihy Muži v offsidu (1931) Karla Poláčka
- Zavěste, omyl – adaptace rozhlasové detektivní hry Promiňte, omyl (1943) Lucille Fletcherové – 2016
- Pekárna nečeká – tragikomedie – 2020[9]

## Překlady divadelních her
Kromě autorské tvorby přeložil do češtiny divadelní hry:
- Mate Matišić: Knězovy děti (chorvatsky: Svećenikova djeca, 1999) – balkánská hořká komedie – česká premiéra 11. listopadu 2016, Jihočeské divadlo České Budějovice[10] – původní divadelní hra byla roku 2013 v Chorvatsku zfilmována
- Samuel Hope: Ubohá Sharon (anglicky: Poor Sharon, 2023) – činohra[11]